# ホットペッパーの唄
『ホットペッパーの唄』は、木村カエラの楽曲。

## 概要
リクルート「ホットペッパー」CMソング。2009年6月25日よりオンエア開始となるCMで、アメリカの人気コミック「ピーナッツ」に登場するスヌーピーや女の子キャラクター達とバンドを組んで登場する。
このCMを企画したCMプランナー山崎隆明（株式会社ワトソン・クリック（電通グループ））がこの曲に関するインタビューで意味の無い歌詞と複雑なメロディーにより、CMソングは、覚えやすくするというCMソングのセオリーをあえて崩していることを明かし、「変な歌だなと思って見てもらえたら、後半部分で商品メッセージが入るので、そこまでひきつけられればなと」と語っている。
同年7月1日から9月30日まで、着うた期間限定配信発売。話題となったが、レコチョクで3週連続週間ランキングTOP3入りを記録し、7月度の着うた月間ランキングで1位を獲得。アーティストのオリジナルシングル、アルバム曲以外で月間ランキング1位を獲得した、最初の作品となった。また、music.jpでも月間着うたランキングで1位を獲得し、累計45万ダウンロードを記録している。
2009年11月16日から25日まで流されるリクルートのグルメサイト「FooMoo」のCMでも、パロディという形でこの曲が使われた。

## 曲目
1. ホットペッパーの唄
  - 作詞・作曲：山崎隆明